# 사막캥거루쥐
사막캥거루쥐(Dipodomys deserti)는 주머니생쥐과에 속하는 설치류의 일종이다. 북아메리카 남서부 사막 지역에서 발견된다. 가장 큰 캥거루쥐의 하나로 전체 몸길이가 30cm 이상이고 몸무게는 91g 이상이다.